# サンドウィッチマンの東北魂
『サンドウィッチマンの東北魂』（サンドウィッチマンのとうほくだましい）は、ニッポン放送で2011年7月3日から2021年3月28日まで放送されていたバラエティ番組である。

## 番組概要
ニッポン放送は、2011年3月11日に地元出身であるサンドウィッチマンの2人が、当日、宮城県気仙沼市の漁港でレギュラー番組である『サンドのぼんやり〜ぬTV』（東北放送）のロケ中に東日本大震災が発生して安波山に避難し、気仙沼の町が被災した経験の説明と地元である東北沿岸地方を励ますため、被災翌週に同局でのレギュラー番組が未経験の状態でレギュラーパーソナリティを務めた経験が無い『オールナイトニッポン』の特別番組に出演。
それを契機に、同局は7月の下半期番組編成にて、日曜の深夜枠で当該番組を編成。番組構成は、震災以後も前述の『ぼんやり〜ぬTV』等で2人の地元である宮城県仙台市を含めた東北地方を訪れる中で、東北3県の復興状況や現状を交えながら、東北の話題と関係無い笑いをテーマにトークする。
当該番組がミニ番組の放送尺と言う事もあり、放送曜日と時間がナイターインとナイターオフシーズンで入れ替わる事が非常に多く、シーズン入れ替えで放送時間が変化しなくなったのは2019年4月以降であった。また、2012年7月から当該番組の旧公式Webサイト上でインターネットストリーミング配信を実施し、その後、同局のニッポン放送 Podcasting STATIONにて、著作権許諾が必要な楽曲を除き配信していた。また、震災が節目の年度を迎える都度、同局での震災特別番組や『オールナイトニッポン』の放送枠で特別番組に出演し、東北3県の現状等を伝えている。
その後、東日本大震災発災から10年を迎える2021年3月14日放送分にて、同月28日での番組終了を告知し、番組は終了した。

## 出演者

### パーソナリティー
- サンドウィッチマン（伊達みきお・富澤たけし）

## 放送時間

### 放送終了時点
- 日曜 17:30 - 17:40 - 2019年4月7日 - 2021年3月28日

### 過去
- 月曜 3:00 - 3:10（日曜深夜） - 2011年7月4日 - 2011年10月
- 土曜 17:50 - 18:00 - 2011年10月 - 2012年3月
- 月曜 0:50 - 1:00（日曜深夜） - 2012年4月 - 9月
- 水曜 20:30 - 20:40 - 2012年10月 - 2013年3月
- 月曜 20:50 - 21:00 - 2013年4月 - 2013年9月
- 水曜 21:40 - 21:50 - 2013年10月 - 2014年3月、2016年4月 - 9月
- 日曜 19:50 - 20:00 - 2014年4月 - 9月
- 日曜 18:50 - 19:00 - 2014年10月 - 2016年9月
- 日曜 19:40 - 19:50 - 2016年10月 - 2017年3月
- 日曜 21:50 - 22:00 - 2017年4月 - 2017年10月
- 金曜 21:20 - 21:30 - 2017年10月 - 2018年3月
- 日曜 21:50 - 22:00 - 2018年4月 - 2019年3月

## ネット局
それぞれ放送時間の早い順から記載。

### 放送終了時点
| 放送対象地域 | 放送局       | 放送時間           | 放送期間                                      | 備考   |
| ------------ | ------------ | ------------------ | --------------------------------------------- | ------ |
| 関東広域圏   | ニッポン放送 | 日曜 17:30 - 17:40 | 2011年7月3日 - 2021年3月28日                  | 制作局 |
| 宮城県       | 東北放送     | 月曜 16:40 - 16:50 | 2011年7月3日 - 2021年3月28日                  |        |
| 岩手県       | IBC岩手放送  | 月曜 18:30 - 18:40 | 2013年4月4日 -                                |        |
| 秋田県       | 秋田放送     | 月曜 21:50 - 22:00 | 2012年10月5日 -                               |        |
| 山形県       | 山形放送     | 土曜 17:50 - 18:00 | 2011年10月7日 - 2012年3月30日 2012年10月5日 - |        |
| 福島県       | ラジオ福島   | 土曜 17:00 - 17:10 | 2016年4月2日 -                                |        |
| 栃木県       | 栃木放送     | 火曜 5:05 - 5:15   | 2020年4月4日 -                                |        |
| 山梨県       | 山梨放送     | 月曜 21:50 - 21:59 |                                               |        |
| 静岡県       | 静岡放送     | 日曜 11:45 - 11:55 | 2020年4月5日 -                                |        |
| 新潟県       | 新潟放送     | 火曜 21:45 - 21:55 | 2019年4月2日 -                                |        |
| 岡山県       | RSK山陽放送  | 土曜 16:05 - 16:15 | 2014年3月31日 -                               |        |
| 沖縄県       | ラジオ沖縄   | 日曜 17:25 - 17:35 | 2014年4月5日 - 2021年3月28日                  |        |

### 過去
| 放送対象地域 | 放送局    | 放送時間           | 放送期間                                                    |
| ------------ | --------- | ------------------ | ----------------------------------------------------------- |
| 中京広域圏   | CBCラジオ | 日曜 7:45 - 7:55   | 2011年10月9日 - 2012年4月1日                                |
| 長野県       | 信越放送  | 月曜 18:25 - 18:35 | 2012年4月2日 - 9月24日                                      |
| 青森県       | 青森放送  | 土曜 17:20 - 17:30 | 2013年10月4日 - 2015年6月27日 2015年12月5日 - 2017年3月25日 |
| 北海道       | STVラジオ | 土曜 16:20 - 16:30 | 2019年10月5日 - 2020年3月                                   |
| 石川県       | 北陸放送  | 月曜 23:49 - 23:58 | 2014年3月31日 - 2020年9月21日                               |
| 宮崎県       | 宮崎放送  | 日曜 18:45 - 18:55 | 2018年4月8日 - 2020年9月27日                                |

## 特別番組
- サンドウィッチマンの東北魂 増刊号[5]

震災発災から半年の月命日に当たる、9月にニッポン放送の防災特別番組とセットで編成
2011年9月10日 14:50 - 15:00
- 東北魂スペシャル〜サンドウィッチマンのオンラインの味会（みかい）

日曜のSpecialBOX枠にて、特別番組を編成。サンドの2人が下戸であるためにオンライン飲み会が出来ない事もあり、逆手に取ってリモートでリスナーを繋いで、美味しい食品を紹介する構成となっている
2020年5月24日 19:30 - 20:30
パーソナリティ：サンドウィッチマン（伊達、富沢）、アシスタント：雨宮萌果（フリーアナウンサー）
- 東北魂スペシャル サンドウィッチマンのオンラインの味会(みかい) 〜冬の陣〜

日曜のSpecialBOX枠にて、5月に続き特別番組を編成。また、この特番では同局の公式YouTubeチャンネルにて
2020年12月13日 19:00 - 20:00
パーソナリティ：サンドウィッチマン（伊達、富沢）、アシスタント：雨宮

## 関連商品

### 書籍
- 『サンドウィッチマンの東北魂 あの日、そしてこれから』扶桑社、2020年3月1日。ISBN 978-4-594084158。